# Vitanovići Gornji
Vitanovići Gornji su naselje u distriktu Brčko, BiH.

## Stanovništvo
Nacionalni sastav stanovništva 1991. godine, bio je sljedeći:
ukupno: 286
- Hrvati - 158
- Srbi - 98
- Jugoslaveni - 9
- Bošnjaci - 1
- ostali, neopredijeljeni i nepoznato - 20